# Cake (banda)
Cake (frequentemente escrito CAKE, em maiúsculas) é uma banda formada em 1991 em Sacramento, Califórnia. Eles tiveram vários sucessos nas décadas de 90 e 2000 e gravaram seis álbuns.
Embora a música do Cake seja frequentemente classificada como rock alternativo, ela combina vários gêneros musicais como funk, ska, pop, jazz, rap e country. Marcas registradas dessa banda são as letras bem-humoradas e irônicas, as capas de seus discos (bastante semelhantes), o trumpete de Vince DiFiore e o estilo peculiar de John McCrea (voz, guitarra), que em vários momentos enuncia as letras, em vez de cantá-las.
Já houve diversas mudanças na formação do Cake. Victor Damiani (baixo) deixou a banda em 1997, dando lugar a Gabe Nelson. Um ano depois, Greg Brown (guitarra) foi substituído por Xan McCurdy. Finalmente, Todd Roper (bateria) abandonou o grupo depois da gravação do quarto álbum, Comfort Eagle, para priorizar seu filho. Depois da saída do Cake, Damiani e Brown continuaram a trabalhar juntos quando formaram a banda Deathray.
Alguns dos grandes sucessos desse grupo são "Never There", "Short Skirt/Long Jacket", "Frank Sinatra" e uma cover inusitada de "I Will Survive", da diva da música disco Gloria Gaynor.
O grupo abandonou a ideia de lançar um álbum ao vivo que já estava com título (Live at the Crystal Palace), mas lançou um de raridades (B-Sides and Rarities), que traz covers de "War Pigs", do Black Sabbath, e "Never, Never Gonna Give You Up", de Barry White.
Em 11 de janeiro de 2011 a banda lançou o seu sexto álbum de estúdio: Showroom of Compassion.

## Formação

### Atualmente
- John McCrea (voz, violão, órgão, vibraslap)
- Vince DiFiore (trompete, teclados, percussão)
- Xan McCurdy (guitarra)
- Gabriel Nelson (baixo)
- Paulo Baldi (bateria)

### Ex-membros
- Greg Brown (guitarra) - deixou a banda antes de "Prolonging the Magic"
- Victor Damiani (baixo) - deixou a banda antes de Prolonging the Magic"
- Shon Meckfessel (baixo) - deixou a banda antes de "Motorcade of Generosity"
- Pete McNeal (bateria) - deixou a banda durante a gravação de "Pressure Chief"
- Todd Roper (bateria) - deixou a banda depois de "Comfort Eagle"
- Frank French (bateria) - deixou a banda depois de "Motorcade of Generosity"

## Discografia

### Álbuns
- Motorcade of Generosity (1995)
- Fashion Nugget (1996)
- Prolonging the Magic (1998)
- Comfort Eagle (2001)
- Pressure Chief (2004)
- B-Sides and Rarities (2007)
- Showroom of Compassion (2011)

### Álbuns ao vivo
- Live at the Crystal Palace (2014)

Hoje em dia a versão instrumental da música Short skirt/long jacket é apresentada no começo da série Chuck, da NBC.